# Xiamen-Airlines-Flug 8301
Eine Boeing 737 auf dem Xiamen-Airlines-Flug 8301 wurde am 2. Oktober 1990 entführt und kollidierte mit einer geparkten Boeing 707 und einer wartenden Boeing 757.

## Verlauf

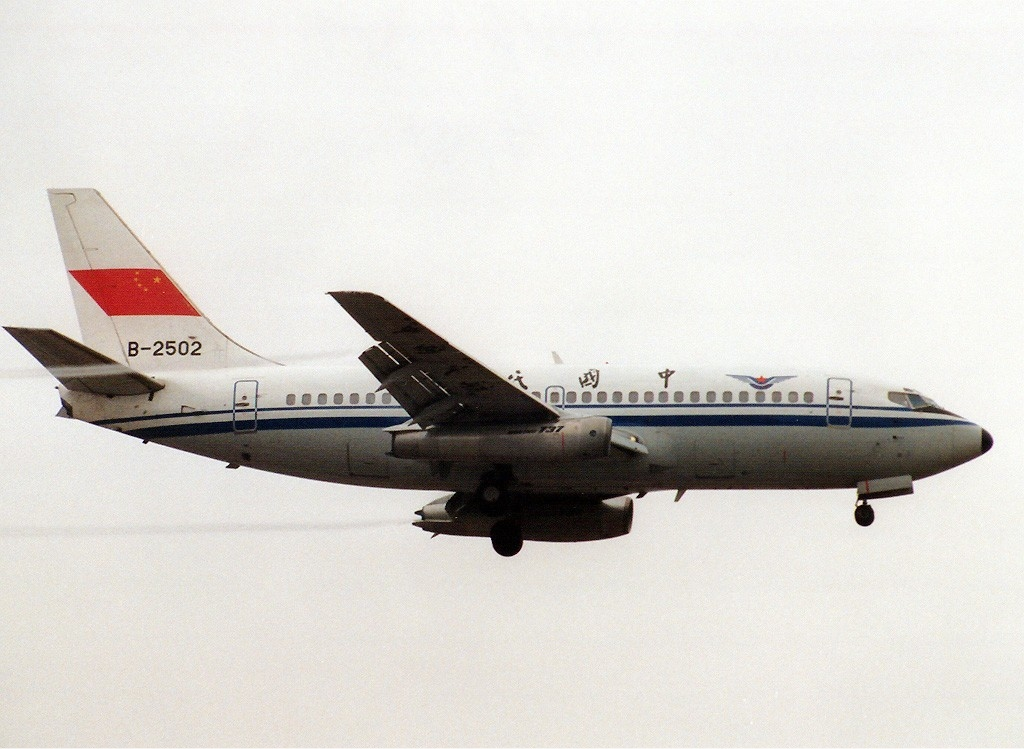
Eine Boeing 737-200 ähnlich der B-2510

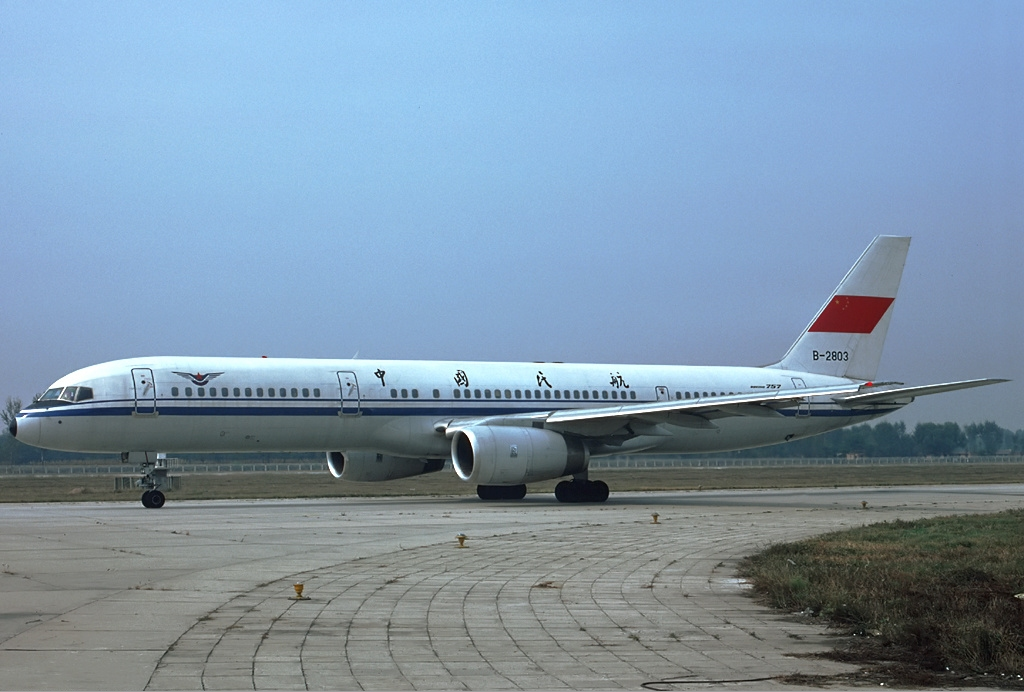
Eine Boeing 757-200 ähnlich der B-2812

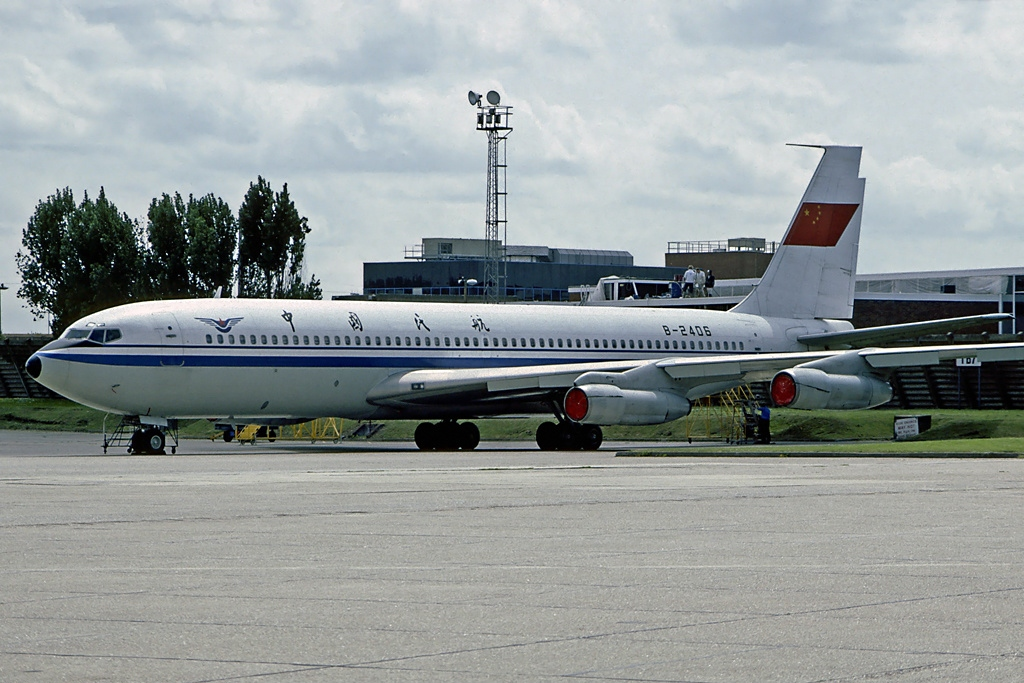
Eine Boeing 707-300 ähnlich der B-2402

### Die Entführung von Flug 8301
Der Xiamen Airlines Flug 8301 (B-2510) startete um 06:57 Uhr vom Flughafen Xiamen.
Kurz nach dem Start ging der 21-jährige Jiang Xiaofeng zum Cockpit und sagte, er habe sieben Kilogramm Sprengstoff an seinem Körper und die Maschine solle nach Taiwan fliegen, da er dort um politisches Asyl ersuchen wolle. Auf Befehl von Jiang verließen alle Personen bis auf den Kapitän und ihn selbst das Cockpit und der Funkkontakt brach ab. Aus ungeklärten Gründen kam jedoch der Kapitän Cen Longyu der Aufforderung, nach Taiwan zu fliegen, nicht nach, sondern flog weiter in Richtung Südwesten.
Der Funkkontakt mit der Maschine wurde erst wiederhergestellt, als diese sich im Einzugsbereich der Flugsicherung Guangzhou befand. Diese erteilte Cen die Erlaubnis, überall – auch in Taiwan – zu landen. Weil die Treibstoffvorräte der Boeing 737 zu diesem Zeitpunkt nicht mehr bis Taiwan reichten, wollte der Kapitän in Hongkong landen, aber Jiang drohte, den Sprengstoff explodieren zu lassen, wenn er dort landen würde. Als die Treibstoffmenge einen kritischen Punkt erreichte, entschloss sich der Kapitän, auf dem Flughafen Guangzhou-Baiyun (alt) zu landen.

### Die Katastrophe
Gegen 09:04 Uhr, kurz vor dem Aufsetzen auf der Landebahn, kam es zum Handgemenge zwischen Jiang und dem Kapitän. Die Boeing 737 setzte hart auf und kam von der Landebahn ab. Sie streifte das Cockpit einer parkenden Boeing 707 der China Southwest Airlines (B-2402), verletzte deren Pilot und kollidierte dann mit einer auf Startfreigabe wartenden Boeing 757 (B-2812) der China Southern Airlines.
Die Boeing 737 überschlug sich und zerbrach. Insgesamt starben 128 Menschen, darunter Jiang, der keine Bombe am Körper getragen hatte.